# 伐休尼師今

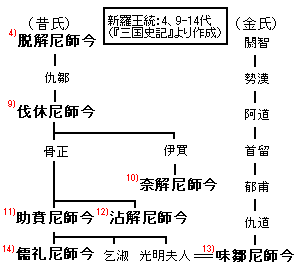
三国史记中的新罗国世系

伐休尼師今（？—196年），新羅第9代君主，184年至196年在位。父為脫解尼師今與阿孝夫人之子昔仇鄒，母為支所禮王與毛利夫人之女只珍內禮夫人，妃紫凰夫人。伐休王為前任君主 阿達羅尼師今同母異父之弟，阿達羅王薨，無子，國人立其為君主。在位期間與百濟征戰，互有勝負。伐休尼師今能占風雲，預知水旱及年之豐儉，又知人邪正，所以國民謂之聖，諡號『之聖王』。  
伐休尼師今薨，前王太子骨正及次子伊買先死，而太孫助賁尚幼少無子，乃立伊買與內禮夫人之子為君主是為奈解尼師今。